# Distretto di Bagpat
Bagpat è un distretto dell'India di 1 164 388 abitanti. Capoluogo del distretto è Bagpat.